# Distretto di Nong Kung Si
Il distretto di Nong Kung Si (in thailandese: หนองกุงศรี) è un distretto (amphoe) della Thailandia, situato nella provincia di Kalasin.